# Guitarra barroca

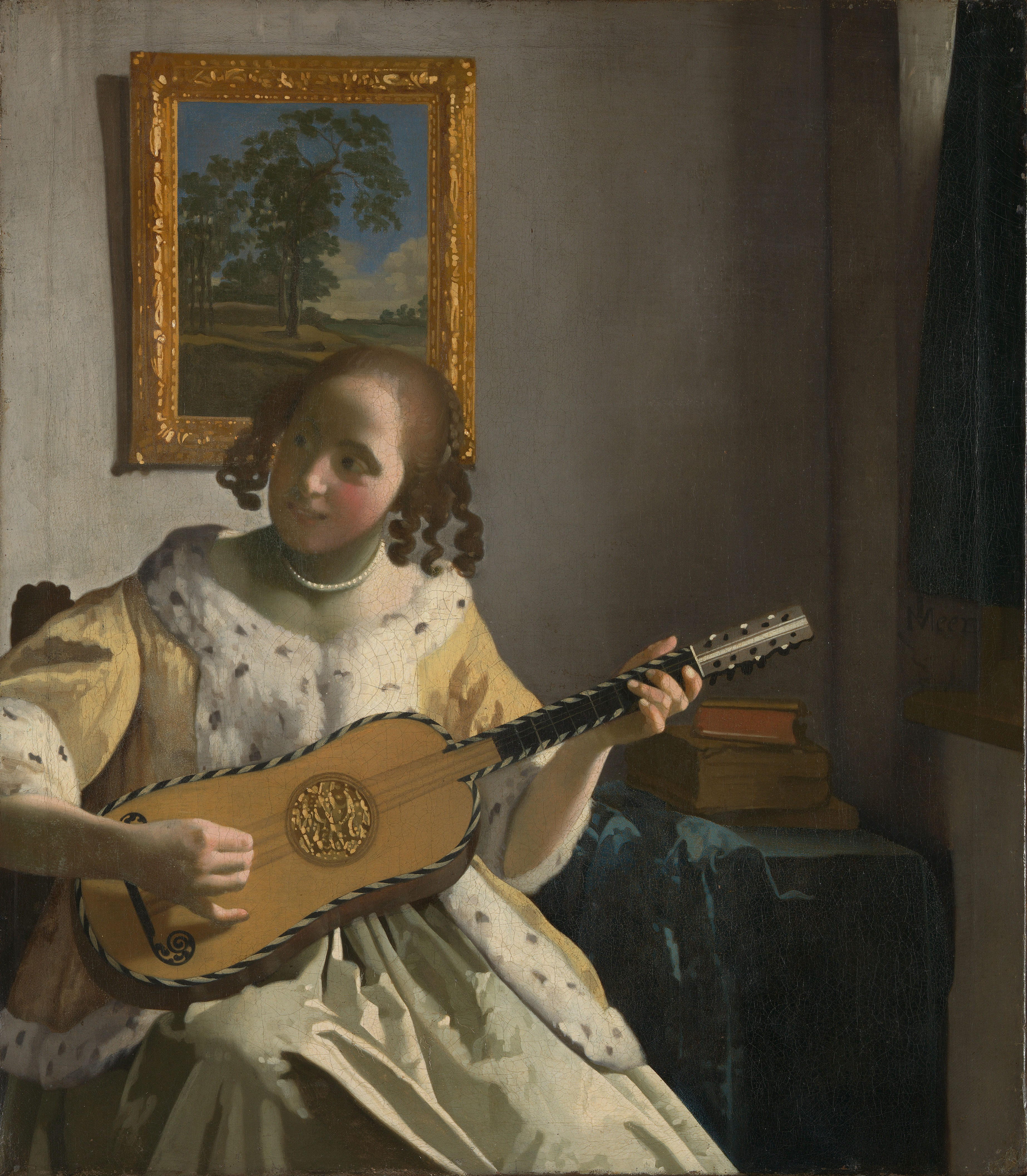
Mujer tocando la guitarra (c. 1672), by Johannes Vermeer

La  guitarra barroca  es una guitarra de la época barroca (c. 1600-1750), un antepasado de la guitarra clásica moderna y de varios instrumentos de cuerda americanos. El término también se utiliza para instrumentos modernos realizados en este estilo.
El instrumento era más pequeño que una guitarra moderna, de una construcción más ligera, y empleaba cuerdas de tripa. Los trastes eran también generalmente de intestino, y se ataban alrededor del mango. Un instrumento típico tenía cinco órdenes, cada uno formado por dos cuerdas separadas, aunque el primer orden (de sonido más alto) era a menudo de una sola cuerda, dando un total de nueve o diez cuerdas.
La conversión de todos los órdenes en cuerdas individuales y la adición de una cuerda Mi-grave se produjeron durante la época de la primera guitarra romántica.

## Afinación
Tres maneras diferentes de afinar la guitarra están bien documentadas en fuentes del siglo XVII como figura en la tabla siguiente. Esto incluye los nombres de los compositores que están asociados con cada método. Muy pocas fuentes indican claramente qué método y no otro debía ser utilizado y podía ser incluso decisión del intérprete el escoger el método adecuado.
| Compositor | Afinación               |
| --- | ----------------------- |
| [Ferdinando Valdambrini] (Italia, 1646/7) [Gaspar Sanz] (España, 1674)                                                                                    | Afinación Sanz          |
| [Francesco Corbetta] (Italia/Francia/Inglaterra, 1671) [Antoine Carré] (Francia, 1671) [Robert de Visé] (Francia, 1682) [Nicolas Erosión] (Holanda, 1690) | Afinación de Visé       |
| [Girolamo Montesardo] (Italia, 1606) [Benedetto Sanseverino] (Italia, 1620) [Francisco Guerau] (España, 1694)                                             | Afinación de Montesardo |

## Repertorio
- Giovanni Paolo Foscarini (c.1600 - 1650)
- Angiolo Michele Bartolotti (c.1615-1680)
- Giovanni Battista Granata (1620 - 1687)
- Gaspar Sanz (c.1640-1710)
- Robert de Visée (c. 1658-1725)
- Francisco Guerau (1649 - 1722) Poema armónico
- Francesco Corbetta (1615-1681)
- Henri Grenerin (fl. siglo de mid-17th)
- Ludovico Roncalli (1654 - 1713)
- Santiago de Murcia (c. 1773/39)
- François Campion
- Remy Médard
- François Le Cocq
- Domenico Pellegrini
- Anthoine Carré

Antonio de Santacruz

## Fabricantes de guitarras barrocas

### Históricos
La familia Voboam, París, Francia.
- Nicolás Alejandro Voboam II
- René Voboam
- Domenico Sellas

## Guitarristas barrocos

### Históricos
Gaspar Sanz (Calanda, Teruel, 4 de abril de 1640 - Madrid, 1710)
David Ryckaert III (Amberes 1612-1661)
Kiran

### Modernos
- Julian Bream
- Hopkinson Smith
- Safic aisha